# Stauropida griseola
Stauropida griseola är en fjärilsart som beskrevs av Sergius G. Kiriakoff 1962. Stauropida griseola ingår i släktet Stauropida och familjen tandspinnare. Inga underarter finns listade i Catalogue of Life.